# Кільцева лінія (Москва)
Кільцева лінія Московського метрополітену — замкнуте кільце, що сполучає в єдиний вузол всі радіальні лінії, (крім Солнцевської, Великої кільцевої, Бутовської, Некрасовської ліній, МЦК і Монорейки), і сім з десяти московських залізничних вокзалів (крім Ризького, Савеловського та Східного). На схемах позначається коричневим кольором і числом .

### Хронологія
| Черга                      | Дата відкриття  | Довжина |
| -------------------------- | --------------- | ------- |
| Парк культури — Курська    | з 1 січня 1950  | 6.5 км  |
| Курська — Білоруська       | 30 січня 1952   | 7.0 км  |
| Білоруська — Парк культури | 14 березня 1954 | 5.9 км  |
| Загалом:                   | 12 станцій      | 19.4 км |

## Історія перейменувань
| Станція       | Попередні назви                                       | Роки      |
| ------------- | ----------------------------------------------------- | --------- |
| Парк культури | Центральний парк культури і відпочинку імені Горького | 1950–1980 |
| Жовтнева      | Калузька                                              | 1950–1961 |
| Добринінська  | Серпухівська                                          | 1950–1961 |
| Проспект Миру | Ботанічний Сад                                        | 1952–1966 |

## Станції
|  | Назва станції     | Дата відкриття       | Пере- садки                                   | Глибина, м | Тип конструкції                           | Координати                                                              | Фото |
|  | ----------------- | -------------------- | --------------------------------------------- | ---------- | ----------------------------------------- | ----------------------------------------------------------------------- | ---- |
|  | Парк культури     | 1 січня 1950         | Парк культури                                 | −40        | пілонна трисклепінна                      | 55°44′09″ пн. ш. 37°35′29″ сх. д. / 55.7357° пн. ш. 37.5915° сх. д.     |      |
|  | Жовтнева          | 1 січня 1950         | Жовтнева                                      | −40        | пілонна трисклепінна                      | 55°43′47″ пн. ш. 37°36′33″ сх. д. / 55.7297° пн. ш. 37.6091° сх. д.     |      |
|  | Добринінська      | 1 січня 1950         | Серпуховська                                  | −35,5      | пілонна трисклепінна                      | 55°43′45″ пн. ш. 37°37′27″ сх. д. / 55.7291° пн. ш. 37.6243° сх. д.     |      |
|  | Павелецька        | 1 січня 1950         | Павелецька                                    | −40        | пілонна трисклепінна                      | 55°43′54″ пн. ш. 37°38′16″ сх. д. / 55.7318° пн. ш. 37.6379° сх. д.     |      |
|  | Таганська         | 1 січня 1950         | Таганська Марксистська                        | −53        | пілонна трисклепінна                      | 55°44′30″ пн. ш. 37°39′06″ сх. д. / 55.7418° пн. ш. 37.6517° сх. д.     |      |
|  | Курська           | 1 січня 1950         | Курська Чкаловська Москва-Пасажирська-Курська | −40        | колонна глибокого закладання трисклепінна | 55°45′25″ пн. ш. 37°39′34″ сх. д. / 55.7570° пн. ш. 37.6595° сх. д.     |      |
|  | Комсомольська     | 30 січня 1952        | Комсомольська Площа трьох вокзалів            | −37        | колонна глибокого закладання трисклепінна | 55°46′29″ пн. ш. 37°39′18″ сх. д. / 55.7748° пн. ш. 37.6549° сх. д.     |      |
|  | Проспект Миру     | 30 січня 1952        | Проспект Миру                                 | −40        | пілонна трисклепінна                      | 55°46′47″ пн. ш. 37°37′54″ сх. д. / 55.7798° пн. ш. 37.6318° сх. д.     |      |
|  | Новослобідська    | 30 січня 1952        | Менделєєвська                                 | −40        | пілонна трисклепінна                      | 55°46′48″ пн. ш. 37°36′10″ сх. д. / 55.7799° пн. ш. 37.6028° сх. д.     |      |
|  | Білоруська        | 30 січня 1952        | Білоруська Москва-Пасажирська-Смоленська      | −42,5      | пілонна трисклепінна                      | 55°46′35″ пн. ш. 37°35′04″ сх. д. / 55.7764° пн. ш. 37.5844° сх. д.     |      |
|  | Краснопресненська | 14 березня 1954 року | Барикадна                                     | −35,5      | пілонна трисклепінна                      | 55°45′41″ пн. ш. 37°34′39″ сх. д. / 55.7613° пн. ш. 37.5774° сх. д.     |      |
|  | Київська          | 14 березня 1954 року | Київська                                      | −48        | пілонна трисклепінна                      | 55°44′41″ пн. ш. 37°33′56″ сх. д. / 55.744654° пн. ш. 37.565591° сх. д. |      |

## Пересадки
| Пересадка на лінію                | Зі станції                  | На станцію                   |
| --------------------------------- | --------------------------- | ---------------------------- |
|                                   | Парк культури Комсомольська | Парк культури Комсомольська  |
| Замоскворіцька лінія              | Білоруська Павелецька       | Білоруська Павелецька        |
| Арбатсько-Покровська лінія        | Київська Курська            | Київська Курська             |
| Філівська лінія                   | Київська                    | Київська                     |
| Калузько-Ризька лінія             | Жовтнева Проспект Миру      | Жовтнева Проспект Миру       |
| Тагансько-Краснопресненська лінія | Краснопресненська Таганська | Барикадна Таганська          |
| Калінінська лінія                 | Таганська Російська         | Марксистська Дорогомиловська |
| Серпуховсько-Тимірязівська лінія  | Новослобідська Добринінська | Менделєєвська Серпуховська   |
| Люблінсько-Дмитрівська лінія      | Курська Суворовська площа   | Чкалівська Достоєвська       |

## Депо і рухомий склад

### Депо, що обслуговували лінію
| Депо             | Роки обслуговування |
| ---------------- | ------------------- |
| «Сокіл»          | 1950-1954           |
| «Червона Пресня» | з 1954              |

### Кількість вагонів у потязі
| Кількість вагонів | Роки              |
| ----------------- | ----------------- |
| 4                 | 1950 - 1978       |
| 6                 | 1978-2012         |
| 4 (типу «Русич»)  | 2009-2011         |
| 5 (типу «Русич»)  | 2011—2021         |
| 7                 | 2020 — сьогодення |

На 2010 рік, на лінії задіяно близько 230 вагонів.

### Типи вагонів, що використовуються на лінії
| Тип вагонів                  | Роки              |
| ---------------------------- | ----------------- |
| Г                            | 1950-1983         |
| 81-717/714                   | 1978-2012         |
| 81-740.4/741.4 «Русич»       | 2009—2021         |
| 81-775/776/777 «Москва-2020» | 2020 — сьогодення |